# تنام أنيق

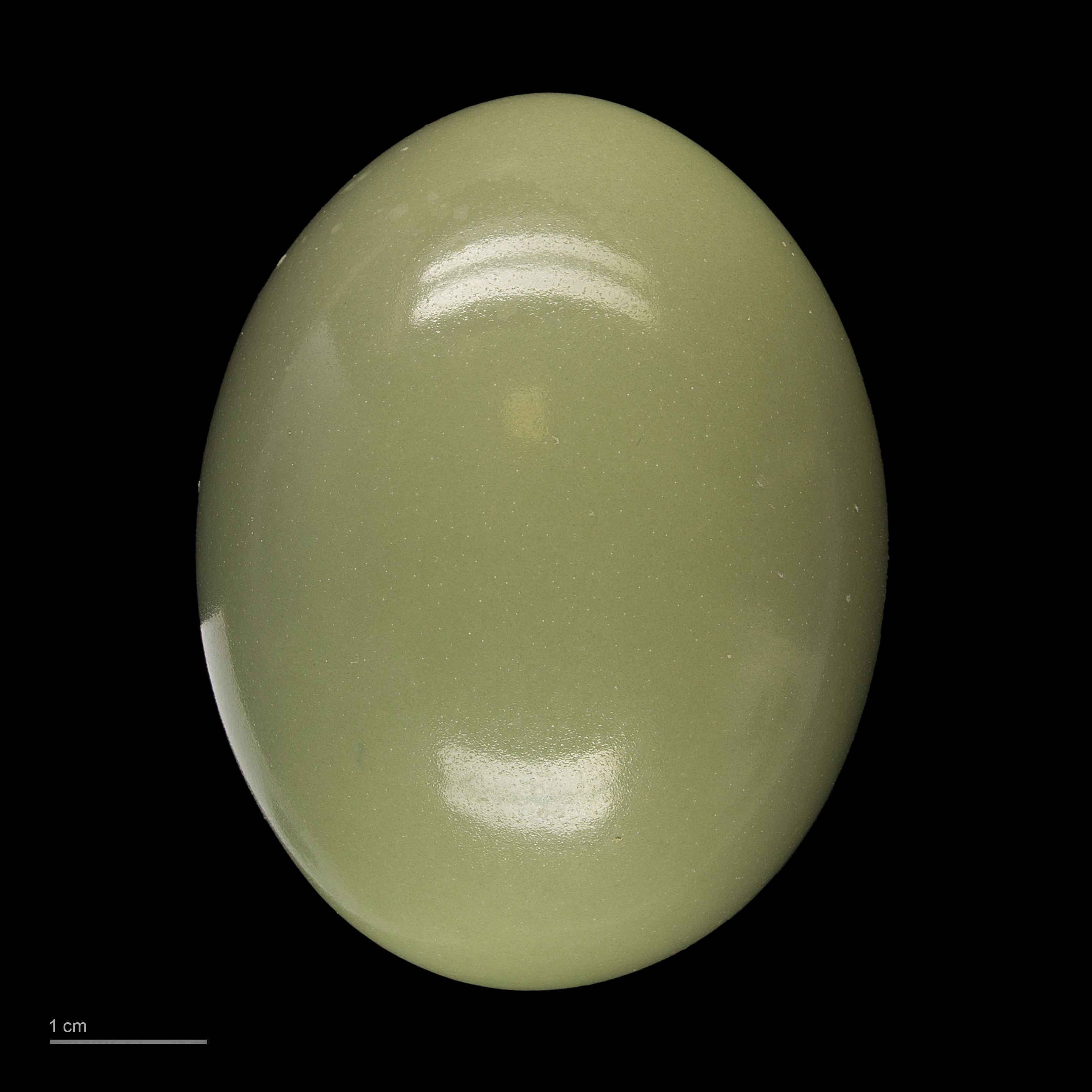
Eudromia elegans

تنام أنيق (الاسم العلمي: Eudromia elegans) هو نوع من الطيور يتبع جنس التنام الراكض من فصيلة التنامية.